# Carlos Santos (calciatore 1989)
Carlos Manuel Guedes dos Santos, noto semplicemente come Carlos Santos (Viana do Castelo, 31 marzo 1989), è un ex calciatore portoghese, di ruolo difensore.

## Caratteristiche tecniche
Era un difensore centrale che, all'occorrenza, poteva essere schierato anche sulla fascia mancina.